# ヴィクランタヴァルマン
ヴィクランタヴァルマン2世（サンスクリット語: विक्रान्तवर्मन् २, ラテン文字転写: Vikrāntavarman II, 生年不詳 - 731年?）は、チャンパ王国（林邑国）第4王朝の第8代国王（在位：686年? - 731年?）。漢文史料では建多達摩（ベトナム語: Kiến Đa Thế Ma）と記される。シュリーシャーナヴァドレーシュヴァラの碑文では「王の中の獅子」、「運命と美しい肉体の主」と讃えられている。

## 生涯
ヴィクランタヴァルマン1世の子。シュリーシャーナヴァドレーシュヴァラにヴァーメシュヴァラのリンガの黄金像を建てて奉献したという。686年3月に唐へ馴象を献じて以降、691年10月・695年1月・同年4月・699年6月・702年12月・703年1月・同年10月に武周へ、706年7月・709年11月・711年12月・712年4月・713年12月・715年6月・731年10月に唐へ、その治世に計15回もの朝貢を行った。713年の朝貢では馴象5頭や沈香、琥珀などを献じ、玄宗からその忠節に感じ入った旨の書を賜った。722年に安南で梅叔鸞が唐に反乱を起こすと、チェンラのプシュカラークシャと共にこれと結んだという。

## 参考資料
- George Cœdès (May 1, 1968). The Indianized States of South-East Asia. University of Hawaii Press. ISBN 978-0824803681
- Geetesh Sharma (2010). Traces of Indian Culture in Vietnam. Rajkamal Prakashan. ISBN 978-8190540148
- 『旧唐書』巻一百八十四 列伝第一百三十四 宦官 楊思勗
- 『唐会要』巻九十八 林邑国
- 『冊府元亀』巻九百七十 朝貢第三
- 『冊府元亀』巻九百七十一 朝貢第四